# Luís Paulo Alves
Luis Paulo Alves est un ancien député européen membre du groupe de l'Alliance progressiste des socialistes et des démocrates au Parlement européen de 2009 à 2014. Il fait partie de la commission du développement régional.